# Harwell
Harwell är en ort och civil parish i Storbritannien.   Den ligger i grevskapet Oxfordshire och riksdelen England, i den södra delen av landet, 80 km väster om huvudstaden London. Harwell ligger 80 meter över havet och antalet invånare är 2 400.
Terrängen runt Harwell är platt. Runt Harwell är det ganska tätbefolkat, med 199 invånare per kvadratkilometer. Närmaste större samhälle är Oxford, 17,1 km norr om Harwell. Trakten runt Harwell består till största delen av jordbruksmark.